# Hôpital Sainte-Périne - Rossini - Chardon-Lagache
L'hôpital Sainte-Périne est un hôpital de l'Assistance publique - Hôpitaux de Paris (AP-HP) situé dans le 16e arrondissement de Paris et spécialisé dans la gériatrie. Il est partenaire de l'université de Versailles-Saint-Quentin-en-Yvelines.

## Situation et accès
Le site est desservi par la ligne 10 aux stations de métro Chardon-Lagache, Église d'Auteuil et Mirabeau.

## Historique

### À l'origine, l'abbaye Notre-Dame-de-la-Paix
Des religieuses chanoinesses de l'ordre de Saint-Augustin, dites de Sainte-Geneviève, établies en 1638 à Nanterre, achètent en 1659 le fief de la Bretonnière à la limite orientale du village de Chaillot et la maison qui en dépend et s'y établissent. L'achat d'une autre maison en 1698 porte leur domaine à plus de 11 arpents. Cette abbaye Sainte-Geneviève, longtemps connue sous le nom de Notre-Dame-de-la-Paix, prit la dénomination de Sainte-Périne en 1746, lorsqu'on réunit à cette communauté l'abbaye de Sainte-Périne de La Villette. Son domaine, clôturé d'une surface d'environ 4 hectares et comprenant des parterres, un verger, un jardin potager, et des annexes telles que buanderie, colombier, pressoir, basse-cour, était situé du côté des numéros impairs de l'avenue des Champs-Élysées et à l'ouest de l'actuelle rue Quentin-Bauchart, à l'emplacement des actuelles avenue George-V et rues Bassano, Magellan, Christophe-Colomb et Euler.
Les ressources annuelles de 6 000 livres de la communauté de 40 à 45 religieuses couvraient difficilement ses charges et son existence était menacée dès avant 1789.
Cette maison religieuse fut supprimée en 1790. Devenue bien national, l'abbaye fut vendue le 11 pluviôse an V (30 janvier 1797). En 1806, elle fut transformée, grâce à la protection de l'impératrice Joséphine, en un établissement pour personnes âgées ou infirmes des deux sexes, payant une pension ou un capital lors de leur admission.

### Déménagement à Auteuil
En 1858, pour permettre le percement des avenues de l'Alma (actuelle avenue George-V) et Joséphine (actuelle avenue Marceau), cet hospice est exproprié puis transféré à Auteuil, no 17, rue Chardon-Lagache, dans le sud du 16e arrondissement de Paris. En attendant l'achèvement des travaux, entre 1860 et 1865, les pensionnaires sont logés villa de la Réunion.
Les rues Magellan, Christophe-Colomb et une partie des rues Vernet et Bassano furent ouvertes au cours des années 1860 sur le lotissement du terrain de l'ancien parc de l'institution.

Sainte-Périne sur cartes de 1730 à 1860
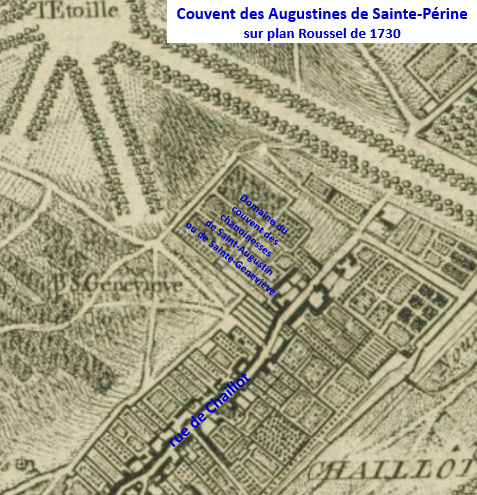
Couvent des Augustines sur carte de 1730.
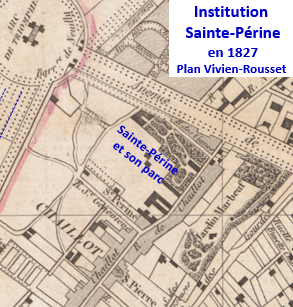
Sainte-Périne sur plan de 1827.
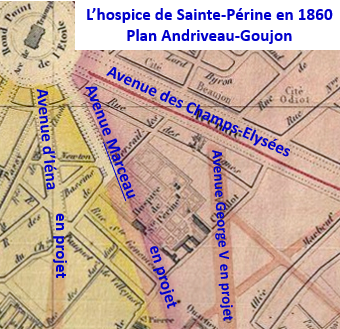
Sainte-Périne sur plan de 1860.

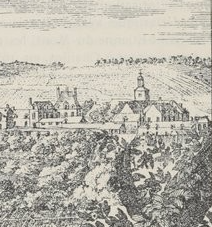
Le couvent des Augustines au XVIIIe siècle.
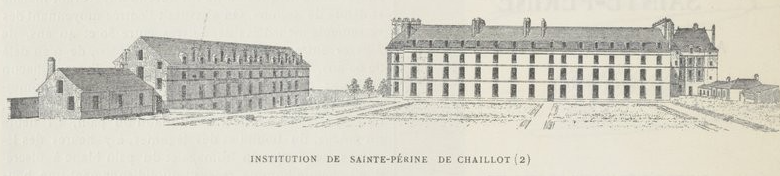
L'institution Sainte-Périne vers 1850.
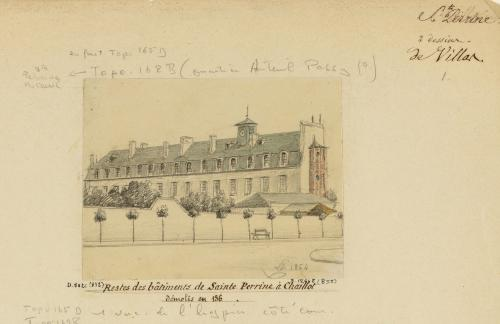
Sainte-Périne en 1860 avant sa démolition.

## L'hôpital auXXIesiècle
L'ensemble hospitalier Sainte-Périne regroupe trois entités, par ordre d'ancienneté : l'hôpital Chardon-Lagache, l'hôpital Sainte-Périne et la fondation Rossini. Elles sont toutes créées dans la deuxième partie du XIXe siècle. L'ensemble hospitalier conserve certains édifices de cette époque, même si de nombreux autres bâtiments ont été construits un siècle plus tard :
- L'hôpital Chardon-Lagache est l'héritier de la maison de retraite du même nom, fondée en 1857 et inaugurée en juillet 1865 au croisement des rues Chardon-Lagache et Wilhem, place de l'Église-d'Auteuil. Les plans du bâtiment sont de l'architecte Véra. Cette institution est créée grâce à la fortune du couple Pierre-Alfred Chardon et Amélie Lagache, qui a donné son nom à la rue[3].
- L'hôpital Sainte-Périne est l'héritier de l'institution Sainte-Périne (voir section précédente). Le site s'organise autour d'un pavillon ancien et comprenait à l'origine un parc, de nos jours le parc public Sainte-Périne, distinct. Le terrain est acquis en 1858 par l'Assistance publique. Des travaux menés par Ponthieu de 1860 à 1865 conduisent à la création de nouveaux bâtiments pour l'institution Sainte-Perrine, expropriée de son précédent emplacement près des Champs-Élysées. Le mode de fonctionnement y était le même qu'à la maison de retraite Chardon-Lagache voisine[3]. Son entrée est située 17 rue Chardon-Lagache, également accessible par le 11 de nos jours.
- La fondation Rossini est pour sa part créée en 1888 au croisement des rues Mirabeau (nos 23-29) et Wilhem, grâce au testament de la femme du compositeur italien Gioachino Rossini. Elle est à l'origine destinée à accueillir « les chanteurs français et italiens âgés et dénués de ressources ou atteints de maladies incurables ». L'architecte est également Véra[3],[4].

Les unités « Debussy » et « Chopin » sont situées rue Chardon-Lagache et la chambre mortuaire, rue Mirabeau.
Toujours dans le même quartier, au no 3 de la grande Avenue de la Villa-de-la-Réunion, est fondé en 1895 un orphelinat grâce au legs du philanthrope Charles-Félix Parent de Rosan. Il accueille douze fillettes pauvres, avec l'ambition de les préparer à un emploi. En 1960, l'institution, alors rattachée à l'ensemble hospitalier Sainte-Perrine - Chardon-Lagache - Rossini, compte 60 places. En 1962, elle passe de l'Assistance publique à l'aide sociale à l'enfance et en 1968 ses droits et obligations sont transférés à la préfecture de Paris. Il s'agit actuellement d'un foyer.

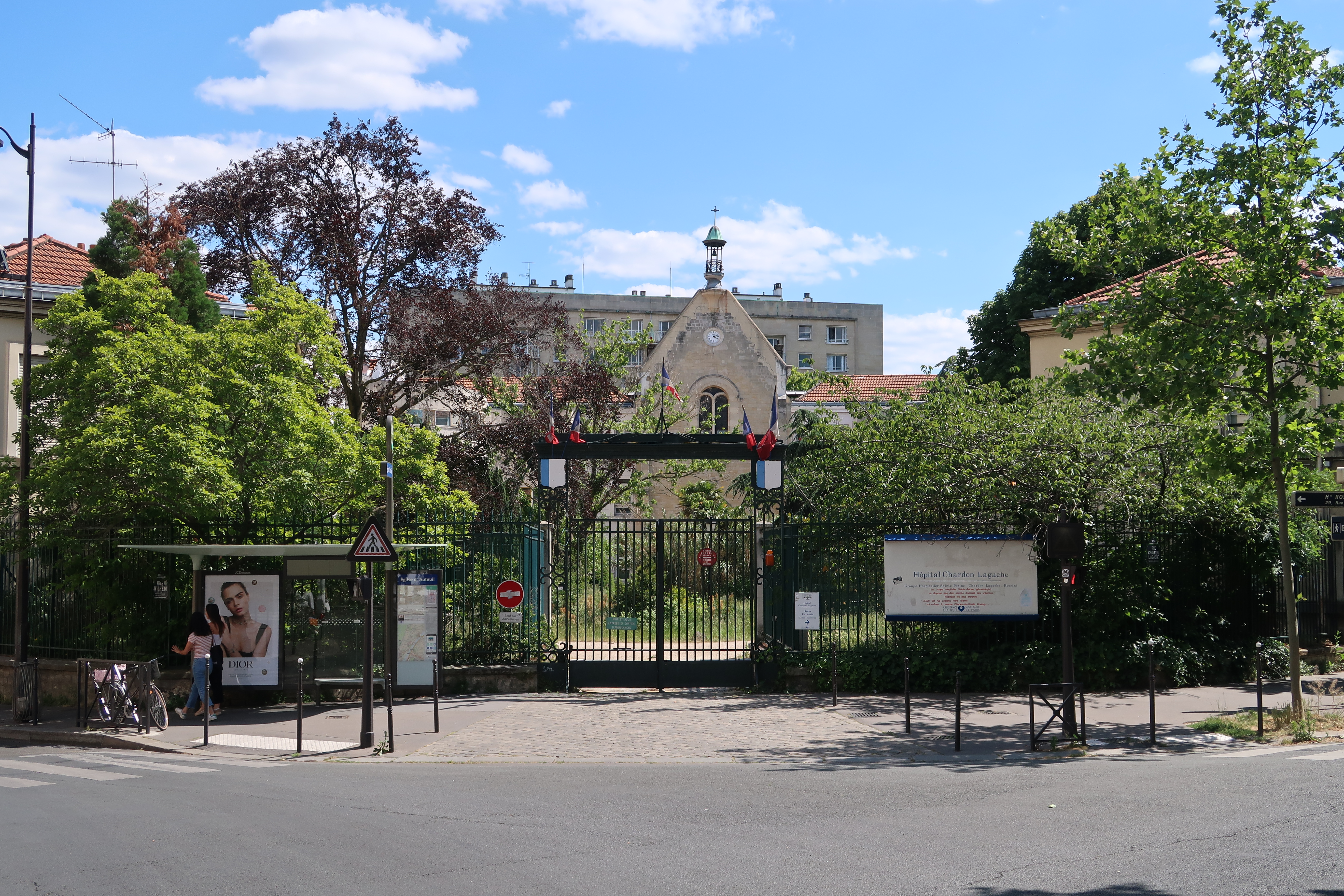
Hôpital Chardon-Lagache, place de l'Église-d'Auteuil.
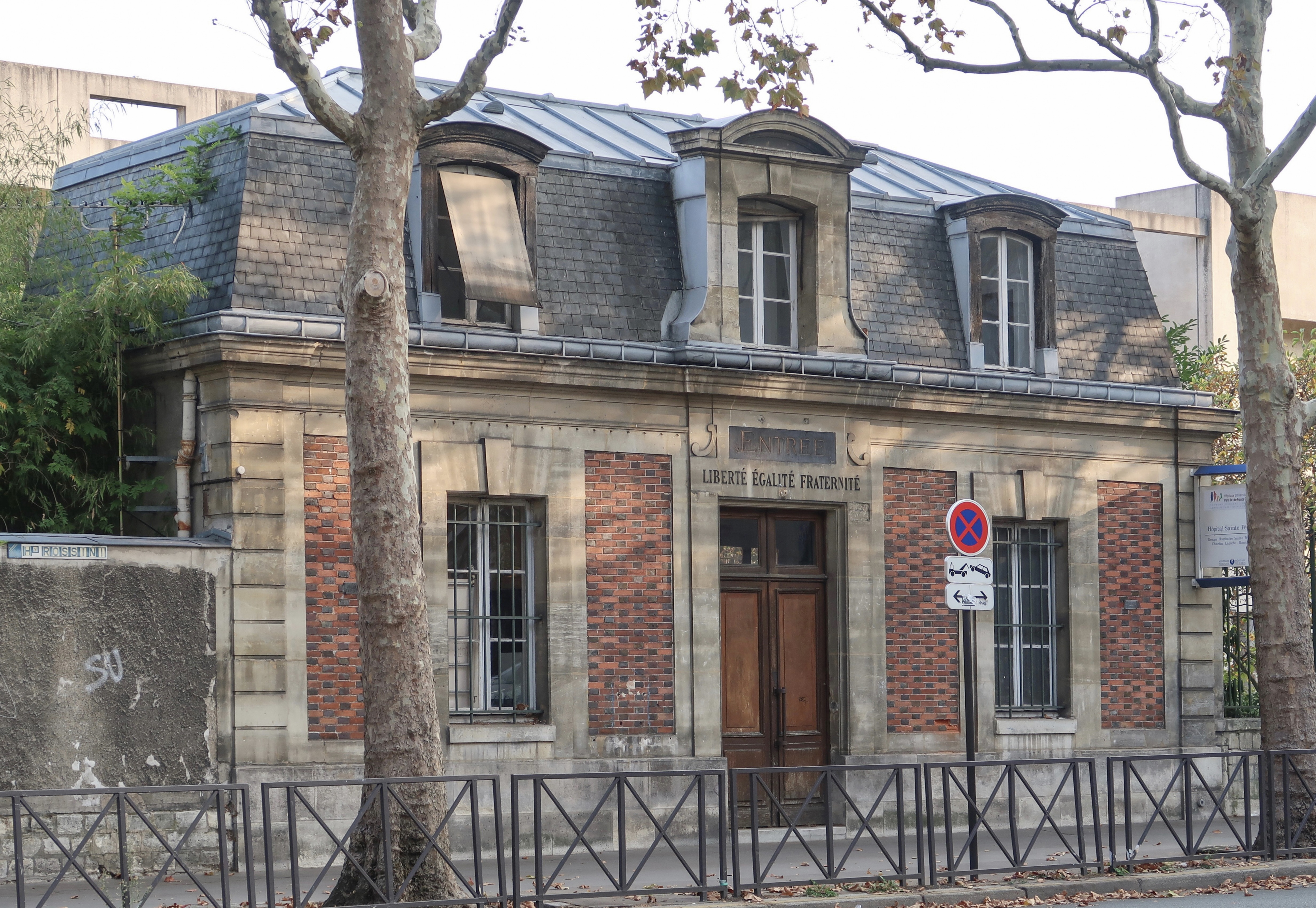
Pavillon à l'entrée de l'hôpital Sainte-Périne.
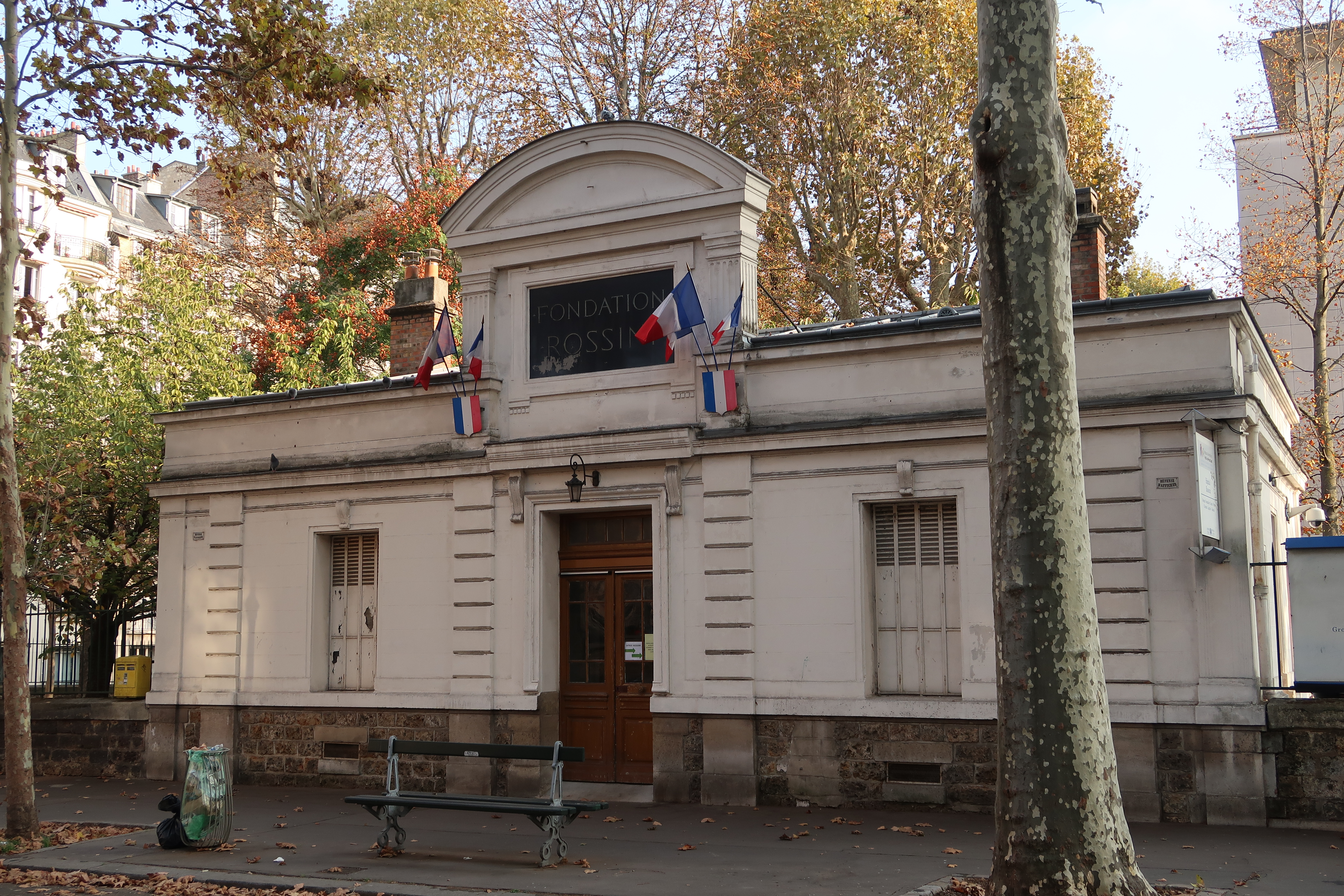
Pavillon de la fondation Rossini, rue Mirabeau.